# Molly O’Brien
Molly O’Brien (* in Los Angeles) ist eine US-amerikanische Filmproduzentin und Regisseurin.

## Leben
Molly O’Brien ist die Tochter des Schriftstellers Darcy O’Brien. Ihre Großeltern waren die Schauspieler George O’Brien und Marguerite Churchill. Sie lebt in Brooklyn, New York City.
O’Brien studierte von 1986 bis 1989 an der New York University und erhielt dort ihren Bachelor of Fine Arts (BFA) in Film und Fernsehen.
Von 2000 bis 2013 arbeitete sie als freie Produzentin und Regisseurin. Unter anderem war sie als Produzentin für Indie Caucus tätig, eine nationale Gruppe unabhängiger Dokumentarfilmemacher. Von Januar 2012 bis Mai 2013 war sie Adjunct Professor für Wildlife and Environmental Filmmaking an der Chapman University in Kalifornien. Danach arbeitete sie bis Februar 2015 als Produzentin der „Catalyst Initiative“ beim Sundance Institute in Los Angeles. Von November 2015 bis Dezember 2019 war O’Brien als Executive Producer und Chief Operating Officer (COO) bei Fork Films in New York City angestellt. Seit Februar 2020 arbeitet O’Brien als Leiterin der Dokumentarfilmabteilung bei NBC News Studios.
2023 veröffentlichte Molly O’Brien den Dokumentarfilm Die einzige Frau im Orchester. Er handelt von ihrer Tante Orin O’Brien, der ersten Vollzeitmusikerin der New Yorker Philharmoniker. Dabei übernahm O’Brien sowohl die Regie als auch die Produktion des Films. Molly O’Brien will damit Orin O’Briens nachhaltigen Einfluss auf die klassische Musik darstellen und für mehr Gleichberechtigung von Frauen in der Film- und Musikbranche sorgen. Für den Kurzfilm gewann sie den Oscar in der Kategorie Bester Dokumentar-Kurzfilm.

## Filmografie
Produzentin
- 1998: A Pig with Hair[8]
- 2000: American High (Fernsehserie)[9][10]
- 2002: Schooling Jewel[11]
- 2004: Terminal Impact[12]
- 2005: Going Hollywood (Fernsehserie)[13]
- 2006: Sierra Club Chronicles (Co-Executive Produzentin)[14]
- 2005–2007: The ACLU Freedom Files (Fernsehserie, Beratende Produzentin)[15]
- 2014: Cesar's Last Fast[16]
- 2015: The Bad Kids (Co-Produzentin)[17]
- 2023: The Disappearance of Shere Hite[18]
- 2023: Every Body[19]
- 2023: Die einzige Frau im Orchester (The Only Girl in the Orchestra)[20]
- 2024: The Debutantes
- 2024: Separated[21]
- 2025: King of the Apocalypse (Executive Produzentin)

Regisseurin
- 1989: A Pig with Hair[8]
- 2000: Some Common Things That Happen To Corpses[22][23]
- 2002: Schooling Jewel[11]
- 2004: Terminal Impact[12]
- 2011: Precision Motors[24]
- 2023: Die einzige Frau im Orchester (The Only Girl in the Orchestra)[20]

## Auszeichnungen
Emmy
- 2001: Gewinnerfilm American High (2000) bei FOX für den besten Non-Fiction Film, als Produzentin[9]
- 2002: Nominierung für American High (2000) bei PBS für den besten Non-Fiction Film, als Produzentin[25]

Critics Choice Awards:
- 2024: Gewinnerfilm Die einzige Frau im Orchester (2023) für den besten Dokumentar-Kurzfilm, als Produzentin und Regisseurin[26]

Oscar:
- 2025: Auszeichnung für den besten Dokumentar-Kurzfilm für Die einzige Frau im Orchester, als Produzentin und Regisseurin[7]